# Japalura luei
Espèce
Japalura luei est une espèce de sauriens de la famille des Agamidae.

## Répartition
Cette espèce est endémique de Taïwan.

## Étymologie
Cette espèce est nommée en l'honneur de Kuang-yang Lue.

## Publication originale
- Ota, Chen & Shang, 1998 : Japalura leui: A new agamid lizard from Taiwan (Reptilia: Squamata). Copeia, vol. 1998, no 3, p. 649-659.